# محطة عمل بلا أقراص

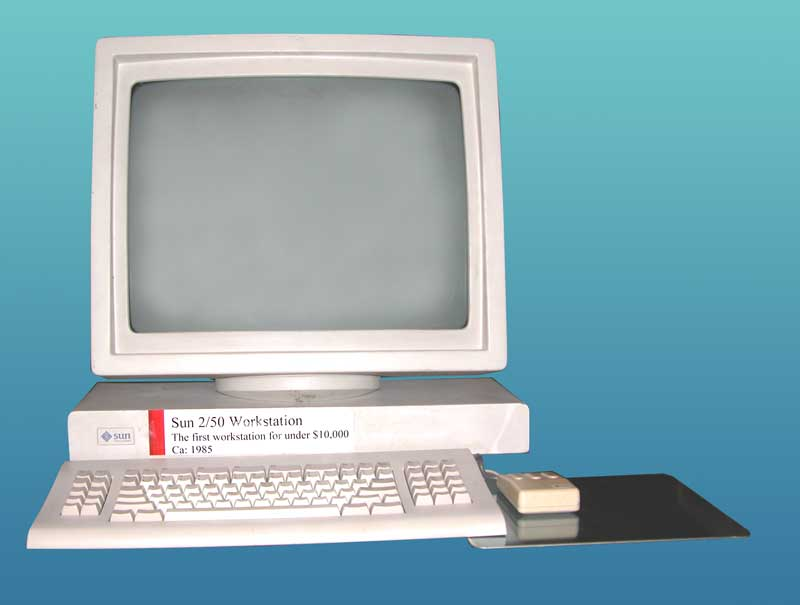

محطة العمل بلا أقراص هي محطة عمل أو جهاز كمبيوتر على شبكة محلية (LAN) وهذا الكمبيوتر ليس لديه قرص صلب خاص به. وبدلاً من ذلك فإنه يقوم بتخزين الملفات على شبكة خادم الملفات.
هذا النوع من النظام يستخدم الشبكة تمهيداً لتحميل نظام التشغيل، ولكنها تحتوي على المكونات الرئيسية الخاصة بها بما في ذلك وحدة المعالجة المركزية و ذاكرة الوصول العشوائي، والفيديو والصوت ومحول الشبكة.

## الهدف منها
إن محطات العمل بلا أقراص
- تقلل من التكلفة الإجمالية للشبكة المحلية إذ أن المساحة الكبيرة ومميزات محرك الأقراص الصلب الكبير عادة ما يكون أقل تكلفة من عدة محركات أقراص منخفضة القدرة.
- بالإضافة إلى ذلك، أن محطات العمل بلا أقراص تبسط عمليات النسخ الاحتياطي و الأمان لجميع الملفات في مكان واحد - على ملقم الملفات.
- أيضاً، الحصول على عدد كبير من البيانات من خادم ملفات بعيد غالباً ما يكون أسرع من الوصول إلى البيانات من أجهزة التخزين المحلية الصغيرة.

## عيوبها
هناك عيب واحد في محطات العمل بلا الأقراص، هو أنها تكون عديمة الفائدة إذا فشلت الشبكة.